# Verbroedering Balen
K. Verbroedering Balen is een Belgische voetbalclub uit Balen. De club is aangesloten bij de KBVB met stamnummer 1774 en heeft geel en blauw als clubkleuren. De club speelde in haar bestaan vijf seizoenen in de nationale reeksen.

## Geschiedenis
In 1915 werd in Balen een wijkclub opgericht, kortweg Balen of Balen Sport genoemd, die lokale vriendschappelijke wedstrijden speelde. In 1925 vroeg de club haar aansluiting bij de Belgische Voetbalbond, maar in afwachting speelde ze in andere, regionale voetbalbonden. In 1928 sloot men zich aan bij de Vlaamse Voetbalbond en in 1929 bij het Kempisch Verbond. In 1931 verkreeg de club uiteindelijk aansluiting bij de Belgische Voetbalbond onder stamnummer 1774 als Baelense Sport Club, later Balensche Sport Club. Dat jaar sloot ook een andere, nieuwe Balense club zich aan bij de Belgische Voetbalbond, namelijk FC Rijsberg Sport uit de Rijsbergwijk, onder stamnummer 1751. In 1933 kwam er met Schoor Sport uit de wijk Schoorheide onder stamnummer 2051 nog een Balense club bij.
Balensche SC ging in de regionale reeksen spelen, maar kon er opklimmen en in 1942 bereikte de club voor het eerst de nationale bevorderingsreeksen, in die tijd het derde niveau. Balen eindigde er dat eerste seizoen meteen als vierde in zijn reeks. De club kon zich handhaven in de nationale reeksen, en na de onderbroken competities op het eind van de Tweede Wereldoorlog behaalde men in 1945/46 een tweede plaats. De club kon dit resultaat niet meer herhalen en strandde in 1948 uiteindelijk op een voorlaatste plaats. Na vijf seizoenen nationaal voetbal zakte Balen terug naar de provinciale reeksen.
De club kon niet meer terugkeren in de nationale reeksen. De spelling van de clubnaam werd vernieuwd tot Balense Sport Club. In 1975 veranderden de statuten van de club en de clubnaam werd Balense Sportkring (Balense SK). In 1998 fusioneerde de club met de Balense club Balen Sporting Rijsberg Schoor Verbroedering (Balen Sporting RSV) een fusieclub met stamnummer 2051 die in 1993 al was ontstaan uit de fusie van Schoor Sport en Rijsberg Sport. De nieuwe Balense fusieclub werd Koninklijke Verbroedering Balen genoemd en speelde verder met stamnummer 1774 van Balense SK. 